# Spitfire Records
Spitfire Records é uma subdivisão da Eagle Rock Entertainment, localizada em Nova York, Estados Unidos.

## Lançamentos
- Demonic - Testament - 1997
- The Gathering - Testament - 1999
- Pride & Glory (reissue) - Pride & Glory - 1999
- Book of Shadows (reissue) - Zakk Wylde - 1999
- Sonic Brew - Black Label Society - 1999
- Sebastian Bach - Bring 'Em Bach Alive! - 1999
- Defy Everything - N17 - 1999
- Race Riot - 2000
- Enemy of the Music Business - Napalm Death - 2000
- Brutal Planet - Alice Cooper - 2000
- Stronger Than Death - Black Label Society - 2000
- Dragontown - Alice Cooper - 2001
- Cult - Apocalyptica - 2001
- Bitter Suites to Succubi - Cradle of Filth - 2001
- Last Hard Men - 2001
- Alcohol Fueled Brewtality Live +5 - Black Label Society - 2001
- Anarchists Of Good Taste - Dog Fashion Disco - 2001
- A Prayer Under Pressure Of Violent Anguish - My Ruin - 2001
- Wrecking Everything - Overkill - 2002
- Killbox 13 - Overkill - 2003
- Fuck The System - The Exploited - 2003